# Бранимир Ђокић
Бранимир Ђокић (Добрић, 6. фебруар 1950) је српски естрадни уметник, уметнички руководилац Народног ансамбла РТС-а у пензији и виртуоз на хармоници. Један је од најпознатијих аранжера народне музике на просторима бивше Југославије. Био је председник Удружења естрадних уметника и извођача Србије, а тренутно је члан Управног одбора поменуте организације. Био је и на челу Савеза естрадних уметника, које у свом саставу има више од тридесет музичких удружења. Био је посланик у Народној скупштини Српске радикалне странке од 2007. до 2012. године, када се повукао из политике.

## Биографија
Рођен је у Шапцу где је завршио основну и нижу музичку школу. Средње музичко образовање стекао је у музичкој школи „Станковић“ у Београду. Иако је познат као врсни инструменталиста на хармоници коју је учио од оца, у средњој музичкој школи у Шапцу, а затим и у Београду је учио клавир и кларинет. У то време се у музичкој школи није учило свирање на хармоници. Када је тај предмет уведен, свирало се на клавирној хармоници, а Бранимир је имао само „дугметару” коју му је поклонио отац. Он му је био и први учитељ свирања. После шест година рада са њим дао му је описну оцену: „Прилично добро свираш. Време је да то проверимо на такмичењу”. Године 1964. победио је на традиционалном такмичењу хармоникаша у Сокобањи, а већ следеће постао најбољи инструментални солиста на хармоници у Југославији.
Као најбољег хармоникаша Србије позвали су га у Радио Београд да сними сингл плочу са секстетом Душка Радетића, а после тога је упознао и Властимира Павловића Царевца, шефа Народног оркестра Радио Београда, с којим је снимио четири кола за фонотеку Радио Београда. Сусрет са највећим музичким ауторитетом тог времена Властимиром Павловићем Царевцем је на младог Ђокића извршио огроман утицај у наставку његове музичке каријере. Нажалост, од тада га више није видео, јер је Царевац умро у јануару 1965. године. Поред Царевца, велики утицај на виртуоза Ђокића имала су тројица музичара: Душко Радетић, Миодраг – Раде Јашаревић и Божидар – Боки Милошевић. Његови највећи музички узори били су Јовица Петковић, Милија Спасојевић и Миодраг Тодоровић Крњевац, велики хармоникаши тога времена.
Са 18 година, 1968. године постао је редовни члан Народног оркестра РТБ-а који је водио Миодраг – Раде Јашаревић, на позицији прве хармонике оркестра. Бранимир Ђокић временом постаје неистакнутији члан овог оркестра, заједно уз Миодрага–Радета Јашаревића, Александра-Ацу Шишића и Божидара–Бокија Милошевића. Његова кола постају веома слушана у целој Југославији, стилски различита од стандарда који су тада постављали Мија Крњевац и Јовица Петковић. Поред рада на солистичким, инструменталним нумерама, Бранимир Ђокић постаје и најпопуларнији аранжер, учествујући у стварању великог броја музичких нумера Недељка Билкића, Силване Арменулић, Василије Радојчић, Радета Вучковића, Шабана Шаулића, и многих других. Осим великог броја трајних снимака које је Бранимир Ђокић оставио са фонотеку Радио Београда, постаје и најприсутније име на албумима у издању ПГП РТБ-а и Дискоса.
Велики народни оркестар РТБ-а је подељен 1980. године и оснива се Народног ансамбла РТБ-а. На самом оснивању овај, иначе најмлађи ансамбл у Музичкој продукцији РТС,  чинили су врсни, школовани музичари: мр Божидар Боки Милошевић -кларинет, Бранимир Ђокић – хармоника. Александар Шишић – виолина, Дане Поповски – бубњеви, Миодраг Ђино Маљоковић – бубњеви, Миша Блам – контрабас, Бора Вишњички – гитара,  Живко Симеуновић – гитара, Бора Дугић – фрула и Благоје Петровић – кларинет, а први уметнички руководилац био је Боки Милошевић. Већ 1981. године на чело овог оркестра стаје Бранимир Ђокић и постаје најмлађи шеф оркестра у историји Радио Београда до данас. На том месту остаје све до пензионисања 2015. године, напунивши тако 50 година активног рада у систему Радио-телевизије Србије.
Од 1981. године је у браку са Далиборком Стојшић, бившом мис Југославије.

## Награде
- 1964. Соко Бања - Прва хармоника Србије
- 1965. Соко Бања - Прва хармоника Југославије
- 2022. Сабор народне музике Србије, Београд, Награда националног естрадно - музичког уметника Србије
- 2023. Додељена му је Златна медаља за заслуге Републике Србије.[3]

## Уметнички опус
Посвећен и предан, сигурног укуса и великог познавања народне музике веома Бранимир Ђокић успешно је водио Народни ансамбл РТС пуних тридесет и пет година. За то време остао је доследан традиционалним вредностима, пажљиво је бирао репертоар, поштовао је стил и карактеристике српске народне песме и игре а у турбулентним временима, када су нашу музичку сцену и медијски простор преплавиле туђе мелодије и ритмови, Ђокић је успешно бирао и изводио  само оне компоноване песме које се дубоко ослањају на српску традиционалну песму. Као уметнички руководилац Народног ансамбла РТС посебну пажњу је поклањао извођачима, поштовао је њихове интерпретативне способности и на тај начин успешно је остварио јединство између солисте са једне,  и оркестра са друге стране.
Инвентивност Бранимира Ђокића препознаје се  у његовим аранжманима које је припремао за Народни ансамбл РТС и веома успешно компонованим „форшпилима“  за бројне народне песме.
Као солиста на хармоници, уметнички руководилац, аранжер, композитор и  педагог, Ђокић је успешно пратио савремене тенденције у народној музици тако што је својим аранжманима и стилом свирања ишао у корак са временом, програмским потребама Радио Телевизије Србије, интересовању  и укусу публике свих животних доба и образовања. Наступи Народног ансамбла у радио и телевизијским емисијама обезбеђивали су РТС висок рејтинг гледаности а концерти и јавни наступи овог ансамбла Музичке продукције РТС увек су били веома добро посећени  што и јесте потврда квалитета ансамбла и његовог уметничког руководиоца.
Својим деловањем Бранимир Ђокић је инспирисао бројне младе извођаче које је безрезервно подржавао и на тај начин „школовао“ генерацију оних који ће наставити да негују народну музику на начин на који она то и заслужује.
Током деценија постојања и успешног рада Народни ансамбл РТС је изводио народне песме, композиције у традиционалном духу, староградске, нове градске песме и романсе а уз пратњу овог ансамбла наступали су сви значајни вокални и инструментални солисти. Јединственог и препознатљивог звука Народни ансамбл РТС остварио је велики број трајних снимака који се емитују на свим програмима радија и телевизије, учествовао је на бројним фестивалима, концертима претежно хуманитарног карактера, радио и ТВ емисијама а последњих седамнаест година присутан је у емисији „Шареница“ која се емитује сваког викенда на Првом програму Радио-телевизије Србије.
Репертоар овог ансамбла веома је разноврстан, од традиционалног до савременог а извођачки квалитет веома висок. У складу са савременим програмским тежњама Народни ансамбл је обогаћен већим инструментаријумом и репертоаром који понекад излази из оквира очекиваног жанровског усмерења као што су шлагери и одабране композиције забавне и поп музике.
У свом мастер раду на музичком конзерваторију у Малмеу (Musikhögskolan i Malmö), Бужор Ненић наводи следеће:
"Among the main findings are that Djokic is a dedicated representative for the Serbian folk music tradition. His good and logic technique and fingerings make his melody phrases even but also rhythmically spread with short and precise touch in the accompaniment both in legato and staccato passages. Djokic has no formal pedagogical education and in his views on instrumental education he represents a traditional master learning model with repetition and musical progression in focus. However he does not want his students to imitate him completely. The use of a six raw’s b-grip instrument and the fingerings that Djokic is using are so smart that a melody or a phrase directly can be transposed to any key only by shifting the hand position on the flat keyboard. The advantages by using this kind of instrument should open the eyes of the accordion manufacturers to the potential market that could be found among executors of Balkan folk music."

## Занимљивости
Током гостовања у Аустралији 2001. године, Зоран Ракочевић и Бранимир Ђокић заједно су снимили "Ужичко коло" (аутор кола је Милија Спасојевић), које је постало најгледанији снимак неког кола на YouTube, достигавши преко 33.5 милиона прегледа у фебруару 2024. године.
Бранимир Ђокић дуго година сарађује са Сергејем Путилином, руским певачем, солистом Ансамбла Александров. Године 2012. Путилин је наступио на концерту "Најлепше песме Русије" у пратњи Народног ансамбла РТС под управом Бранимира Ђокића. Сарадња се наставила и 2017. године када Путилин наступа на концерту у част 50 година уметничког рада Бранимира Ђокића. Ђокић и Путилин заједно су наступили и на традиционалним новогодишњем концерту 2018. године у Сава центру са диригентом Бојаном Суђићем, Симфонијским оркестром и Хором РТС-а, уз овације београдске публике.

## Најпознатије композиције на хармоници
- Данкино коло
- Далиборкина игра
- Митраљез коло
- Скандал коло
- Кумово коло
- Инаџијско коло
- Шабачки стакато
- Паклена машина
- Игра лептира
- Делиријум коло
- Цигански урнебес
- Пиротска игра
- Љубичино коло
- Уметничко коло у Д-молу
- Бабово оро
- Шумадијски мерак
- Параћинка коло (обрада)
- Мељачко коло (обрада)
- Ужичко коло (обрада)

## Најпознатије композиције, аранжмани и музичке пратње
- Василија Радојчић: На Ускрс сам се родила; За рођендан теби, сине; Не знам ко је крив; Ти си био љубав једина
- Неџад Салковић: Немој плакат', стара мајко; Све због једне жене
- Никола Каровић: Ђедовске гусле
- Мирјана Бајрактаревић: Памтићу увек тебе; Клетва једне жене; Одавно си отишао, сине
- Силвана Арменулић: А што ћемо љубав крити; Заплакаће стара мајка; Песма растанка
- Лепа Лукић: Бисенија
- Шабан Шаулић: Једна ласта не чини пролеће; Ти си сада срећна; Веровах ти; Немој поглед да сакриваш; Увенуће нарцис бели; Сам за столом; Данима те чекам; Скини прстен с десне руке
- Недељко Билкић: Кућа је без тебе празна; Не гледај ме предуго; Кад бих могао да се подмладим; Кад уморан будем пао; Ти си све што имам; Ја млад пијем ноћи; Сам од себе бјежим; Ти си моја љубав права; Крчма у планини; Мала Шемса; Потрошио један живот
- Митар Мирић: Воли ме данас више него јуче; Последња страница; Умрећу без тебе, неверо моја; Добра стара Башчаршијо; На кафу нам не долазиш више; Волим те баш такву каква јеси; Нашао сам праву; Добро јутро, рекох зори; Довиђења, друштво старо
- Љуба Аличић: Свирајте ми за Жељану; Суморно јутро; Волели смо исто вино; Сад си лепша него икад; Сеоски делија
- Шериф Коњевић: Опет је пролеће, једина моја; Не могу да живим без тебе; Бела венчаница; Имаш ли мало љубави за мене; Путник залутали
- Ангел Димов: Једна прича о нама; Куд ме водиш, животе једини
- Снежана Ђуришић: Одакле си, селе; Мене нана негује и гледа
- Мехо Пузић: Златне кочије
- Предраг Дрезгић: Ој, Крушевцу, Лазарево царство
- Ера Ојданић: Радо, лепа Радо; Ужичанка; Православац
- Раде Вучковић: Нисам те се нагледао; Како ћу сутра без тебе
- Раде Петровић: Лепа жено, мој животни друже; Добро дош'о, мили сине

## Видео снимци са милионским прегледима
Неки од најпопуларнијих видео снимака на којима маестро Ђокић наступа сам или прати вокалне извођаче су следећи:
- „"Užičko Kolo" - Branimir Đokić i Zoran Rakočević - ( kompozitor Milija Spasojević )” (video). youtube.com. King of the Kolo. Приступљено 17. 12. 2024.
- „Branimir Djokic - Moravac kolo - (Audio 1976) HD” (video). youtube.com. PGP RTS - Zvanični Kanal. Приступљено 17. 12. 2024.
- „STANITE DANI, STANITE NOĆI - Raša Pavlović” (video). youtube.com. RTS Najlepše narodne pesme - Zvanični kanal. Приступљено 17. 12. 2024.
- „Dobrivoje Topalović i Predrag Gojković Cune - Kosi tata, kosim ja” (video). youtube.com. RTS Najlepše narodne pesme - Zvanični kanal. Приступљено 17. 12. 2024.
- „PUKNI ZORO (Magnifico) - Miloš Radovanović” (video). youtube.com. RTS Najlepše narodne pesme - Zvanični kanal. Приступљено 17. 12. 2024.
- „UDADE SE JAGODO (Živka Sirinićka) - Čeda Marković” (video). youtube.com. RTS Najlepše narodne pesme - Zvanični kanal. Приступљено 17. 12. 2024.
- „VODENIČARKA – Ljuba Lukić” (video). youtube.com. RTS Najlepše narodne pesme - Zvanični kanal. Приступљено 17. 12. 2024.
- „KRČMA U PLANINI - Nedeljko Bilkić” (video). youtube.com. RTS Najlepše narodne pesme - Zvanični kanal. Приступљено 17. 12. 2024.
- „MOST DO MOGA ZAVIČAJA - Nedeljko Bilkić” (video). youtube.com. RTS Najlepše narodne pesme - Zvanični kanal. Приступљено 17. 12. 2024.
- „OČI JEDNE ŽENE - Darko Lazić” (video). youtube.com. RTS Najlepše narodne pesme - Zvanični kanal. Приступљено 19. 12. 2024.
- „MIRJANA - Darko Lazić” (video). youtube.com. RTS Najlepše narodne pesme - Zvanični kanal. Приступљено 19. 12. 2024.
- „SVE BEHARA I SVE CVETA - Neda Ukraden” (video). youtube.com. RTS Najlepše narodne pesme - Zvanični kanal. Приступљено 19. 12. 2024.
- „DJEVOJKA JE ZELEN BOR SADILA – Neda Ukraden” (video). youtube.com. RTS Najlepše narodne pesme - Zvanični kanal. Приступљено 19. 12. 2024.
- „AJ, MENE MAJKA JEDNU IMA – Neda Ukraden” (video). youtube.com. RTS Najlepše narodne pesme - Zvanični kanal. Приступљено 19. 12. 2024.
- „SEJDEFU MAJKA BUĐAŠE – Neda Ukraden” (video). youtube.com. RTS Najlepše narodne pesme - Zvanični kanal. Приступљено 19. 12. 2024.
- „Mitar Miric - Voli me danas vise nego juce - (Audio 1980) HD” (video). youtube.com. Mitar Miric. Приступљено 17. 12. 2024.
- „Mitar Miric - Ne ostavljaj suze na mom pragu - (Audio 1980) HD” (video). youtube.com. Mitar Miric. Приступљено 19. 12. 2024.
- „Mitar Miric - Na kafu nam ne dolazis vise - (Audio 1982) HD” (video). youtube.com. Mitar Miric. Приступљено 17. 12. 2024.
- „Mitar Miric - Umrecu bez tebe nevero moja - (Audio 1980) HD” (video). youtube.com. Mitar Miric. Приступљено 17. 12. 2024.
- „Mitar Miric - Dan za danom proci ce godina - (Audio 1981) HD” (video). youtube.com. Mitar Miric. Приступљено 17. 12. 2024.
- „Saban Saulic - Danima te cekam - (Audio 1978)” (video). youtube.com. Saban Saulic. Приступљено 17. 12. 2024.
- „Saban Saulic - Skini prsten s desne ruke - (TV BN)” (video). youtube.com. Saban Saulic. Приступљено 17. 12. 2024.
- „Saban Saulic - Sam za stolom jedan covek sedi - (Audio 1976)” (video). youtube.com. Saban Saulic. Приступљено 17. 12. 2024.
- „Saban Saulic - Jedna lasta ne cini prolece - (Audio 1977)” (video). youtube.com. Saban Saulic. Приступљено 17. 12. 2024.
- „Ljuba Alicic - Sumorno jutro - (Audio 1983)” (video). youtube.com. Ljuba Aličić. Приступљено 17. 12. 2024.
- „Serif Konjevic - Imas li malo ljubavi za mene - (Audio 1982)” (video). youtube.com. Diskos Official. Приступљено 17. 12. 2024.
- „Serif Konjevic - Ja sam putnik zalutali - (Audio 1983)” (video). youtube.com. Diskos Official. Приступљено 17. 12. 2024.
- „Serif Konjevic - Opet je prolece, jedina moja - (Audio 1981)” (video). youtube.com. Diskos Official. Приступљено 17. 12. 2024.